# Lavinia Fontana
Lavinia Fontana (Bologna, 24 agosto 1552 – Roma, 11 agosto 1614) è stata una pittrice italiana del tardo manierismo. Viene ricordata per essere stata la prima donna a dipingere una pala d'altare e per aver dipinto il primo nudo femminile ad opera di una donna (Minerva nell'atto di vestirsi) su commissione del cardinale Scipione Borghese.

## Biografia
Lavinia era figlia del pittore manierista Prospero Fontana, nella cui bottega poté attingere, accanto agli insegnamenti del padre, ad una vasta gamma di esperienze pittoriche emiliane (dal Parmigianino a Pellegrino Tibaldi), venete (Veronese, Jacopo Bassano), lombarde (Sofonisba Anguissola) e toscane. Presso il padre poté anche frequentare i Carracci (Ludovico, Agostino e Annibale), poco più giovani, ma che non mancarono di influire su di lei.
Si narra che, ricevuta dal pittore imolese Giovan Paolo Zappi la richiesta di sposarlo, la già attempata (25 anni) Lavinia pose la condizione di poter continuare a dipingere. Zappi accettò la cosa, tanto che rinunciò in pratica a lavorare in proprio e assunse il ruolo d'assistente della moglie.
Lavinia Fontana acquistò ben presto, già a Bologna, fama come ritrattista, distinguendosi soprattutto per l'accuratezza dei particolari, come abbigliamento e acconciature, nelle figure femminili. Ma, a differenza di altri artisti, Lavinia non fu monocorde e nella sua opera si incontrano spesso anche soggetti mitologici, biblici e sacri. Le prime commesse pubbliche che ottenne furono, nel 1584, la Madonna Assunta di Ponte Santo e i santi Cassiano e Pier Crisologo (Imola, Palazzo comunale) e un dipinto dell'Assunzione della Vergine per una chiesa bolognese. Sempre nel 1584 realizza il ritratto della famiglia Gozzadini una delle sue opere più celebrate, come attesta l’esistenza di varie repliche.
È con Fede Galizia e Artemisia Gentileschi una delle prime pittrici a ritrarre scene bibliche e in particolare i suoi personaggi femminili (come Giuditta e Maria Maddalena).

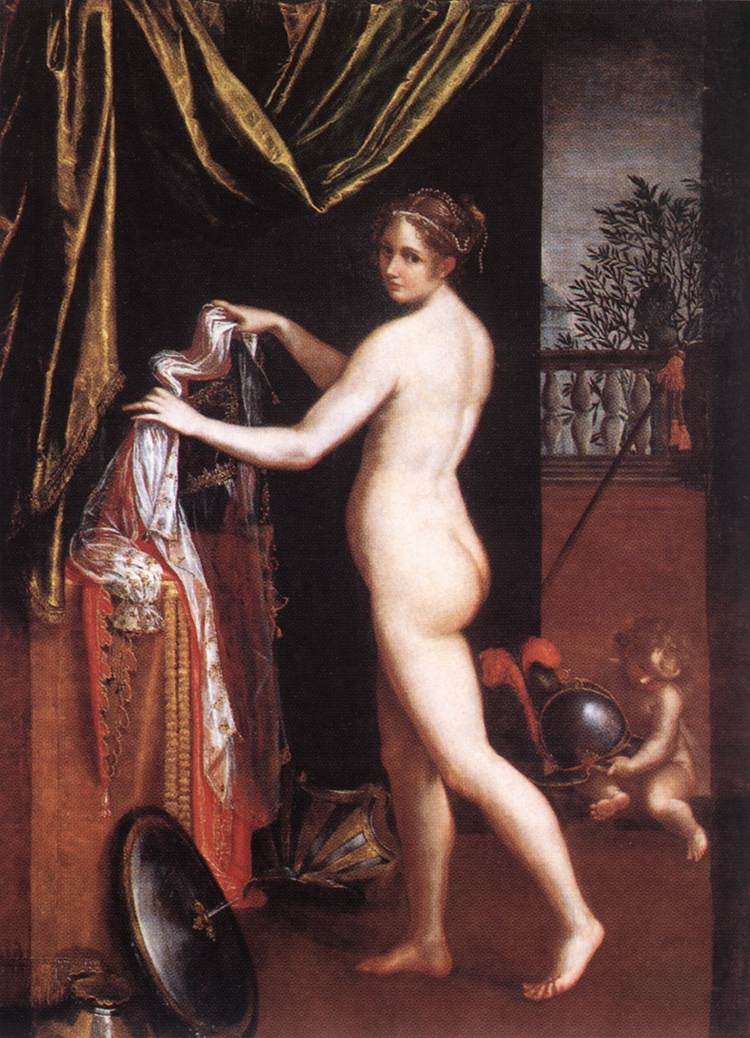
Minerva in atto di abbigliarsi, 1613, Galleria Borghese, Roma

I successi maggiori le giunsero a Roma dove fu chiamata, pare vincendo una certa sua riluttanza e grazie ai maneggi del marito, dal nuovo papa Gregorio XIII, suo conterraneo, e si trasferì stabilmente nel 1603. Grazie a tale alta protezione, Lavinia eseguì innumerevoli lavori per l'entourage della corte papale (nobiltà romana e rappresentanze diplomatiche) tanto da essere soprannominata «la Pontificia Pittrice».
Come commessa romana Lavinia aveva già eseguito nel 1599 il dipinto della Visione di san Giacinto per il titolo cardinalizio di Santa Sabina. E proprio nella Basilica di San Paolo fuori le mura (collegata al titolo cardinalizio) poco dopo il suo arrivo a Roma dipinse una Lapidazione di Santo Stefano (1604), opera che le valse critiche per le sproporzioni delle figure umane e che andò perduta in un incendio nel 1823.
Ma anche nella sede papale la maggior mole di lavoro che Lavinia Fontana riuscì a svolgere, nonostante il notevole peso delle incombenze domestiche (la pittrice partorì undici figli, di cui otto morirono prematuramente), riguarda i ritratti di diplomatici, personalità e, soprattutto, di nobildonne, tanto da far poi scrivere all'abate Luigi Lanzi che «divenne pittrice di Gregorio XIII; e più che da altri fu ambita dalle dame romane, le cui gale ritraea meglio che uomo del mondo».
Continuò, comunque, a prodursi in altri soggetti, come la Minerva in atto di abbigliarsi (1613), oggi alla Galleria Borghese di Roma, in cui la dea vergine è sorpresa nuda nell'atto d'indossare il manto (quasi una Venere che indossi gli abiti di Minerva, come parrebbe suggerire Cupido che si gingilla con l'elmo) e guarda maliziosamente verso lo spettatore. Nello sfondo del quadro oltre alla cupola di San Pietro sono visibili l’asta, l'ulivo e la civetta, attributi consueti della dea guerriera.
Nell'ultimo periodo della sua vita Lavinia Fontana fu colta da una crisi mistica che nel 1613 la portò a ritirarsi in un monastero, assieme al marito. Morì a Roma nell'agosto dell'anno seguente.
Nonostante le undici gravidanze, la sua produzione fu corposa: oltre ai numerosissimi ritratti di nobildonne, diplomatici e personalità d'ogni sorta, Lavinia dipinse un centinaio di pale d'altare (di cui ne sopravvivono 30 firmate e 25 con attribuzione contrastata) e realizzò diverse sculture di uomini in battaglia, in particolare con cavalli e altri tipi di bestiame. È la pittrice rinascimentale di cui sopravvivono più opere in assoluto, il che è indicativo della fama di cui godeva fra i suoi contemporanei.

## Mostre

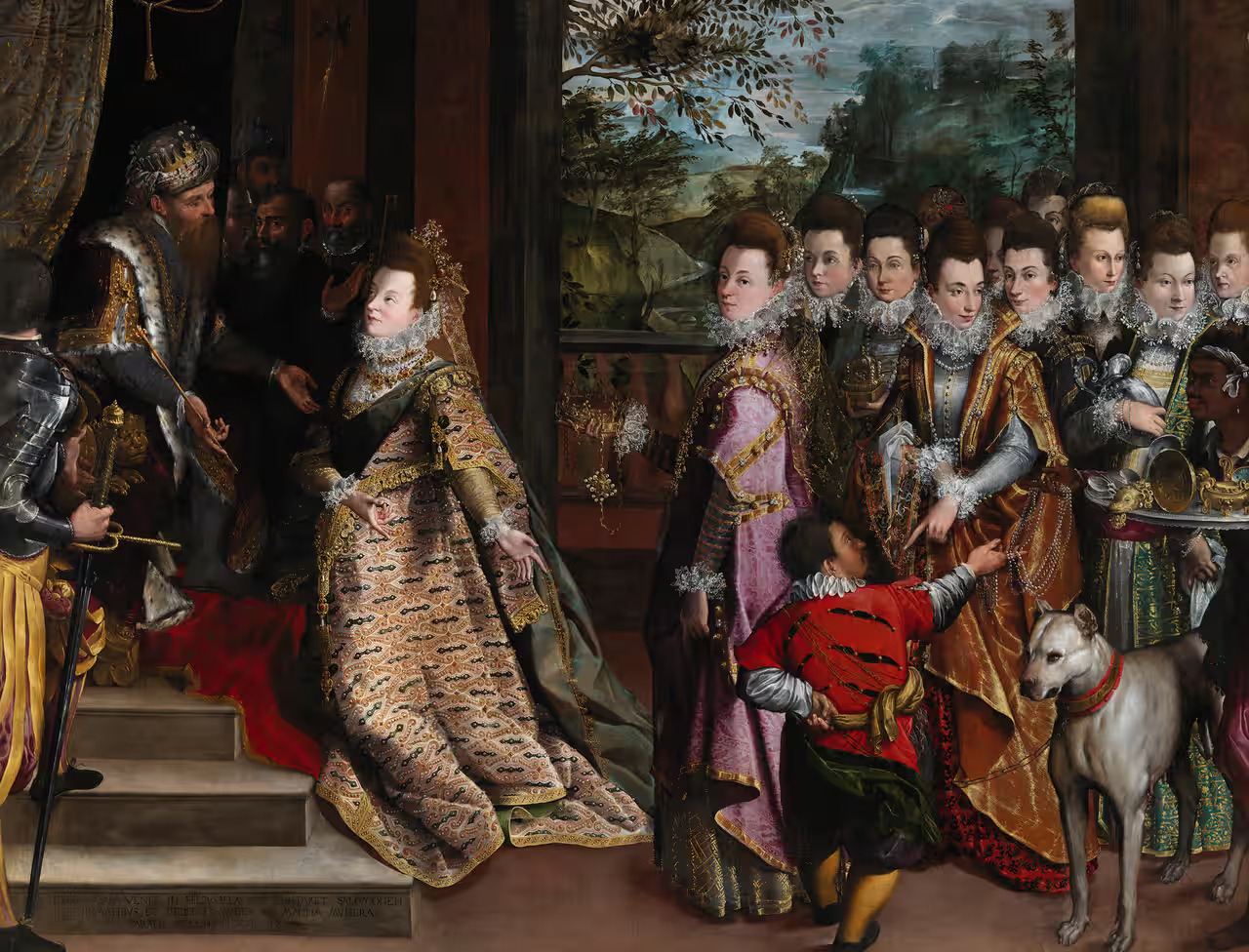
La visita della regina di Saba al re Salomone, 1600 circa, Galleria nazionale d'Irlanda, Dublino

Nel 2023 la Galleria nazionale d'Irlanda ha dedicato alla pittrice una mostra monografica, a seguito del restauro dell'opera conservata al museo nell'ambito del Lavinia Fontana Conservation and Research Project.

## Riconoscimenti
La città di Bologna ha intitolato un giardino a suo nome.

## Opere (parziale)
- Natività (opera giovanile, ante 1580), olio su tela, 182x148, Musei Civici - San Domenico, Imola
- Adorazione dei pastori (idem), olio su tela, 169x150, Musei Civici - San Domenico, Imola
- Autoritratto alla spinetta (1577), olio su tela, 27×24 cm, Roma, Galleria dell'Accademia di San Luca
- Autoritratto nello studio (1579), olio su rame, diametro 16 cm, Firenze, Galleria degli Uffizi
- Ritratto di nobildonna (1580 circa), olio su tela, 115×90 cm, Washington, National Museum of Women in the Arts
- Ritratto di bambina (1580-1583), olio su metallo, diametro 10 cm, collezione privata
- Cristo appare a Maria Maddalena (1581), olio su tela, 80×65,5 cm, Firenze, Galleria degli Uffizi
- Ritratto di neonata nella culla (1583 circa), olio su tela, 113×126 cm, Pinacoteca Nazionale di Bologna
- Ritratto di notaio (1583), olio su tela, 98×82 cm, collezione privata
- Ritratto della famiglia Gozzadini (1584), olio su tela, 253×191 cm, Pinacoteca Nazionale di Bologna
- Madonna con Bambino San Girolamo e San Giovannino (1588), olio su rame, Asti, Palazzo Mazzetti
- Ritratto di Antonietta Gonzales (1595 circa), olio su tela, 57×46 cm, Blois, Musée du Château
- Giuditta con la testa di Oloferne (1600), olio su tela, 130×110 cm, Bologna, Museo Davia Bargellini
- Minerva in atto di abbigliarsi (1613), olio su tela, 260×190 cm, Roma, Galleria Borghese
- Annunciazione, olio su tela, Pergola, Chiesa di San Francesco
- San Giovanni e l'apocalisse, Urbino (collezione privata Moccia di Ferrazzano)
- Assunzione della Vergine, olio su tela, cm 300 x 190, 1593 Pieve di Cento (BO), Collegiata di Santa Maria Maggiore
- Ritratto di donna, olio su tela (1575 - 1599), Civici musei e gallerie di storia e arte, Udine[9]
- Ritratto di un gentiluomo, di sua figlia e di una domestica, olio su tela, Musée de la Chartreuse, Douai

Dipinto a quattro mani con il padre: 
- Cristo in casa di Marta e Maria, Sala del Consiglio, Quadreria di Palazzo Rossi Poggi Marsili a Bologna[10][11]